# Pretendente al trono

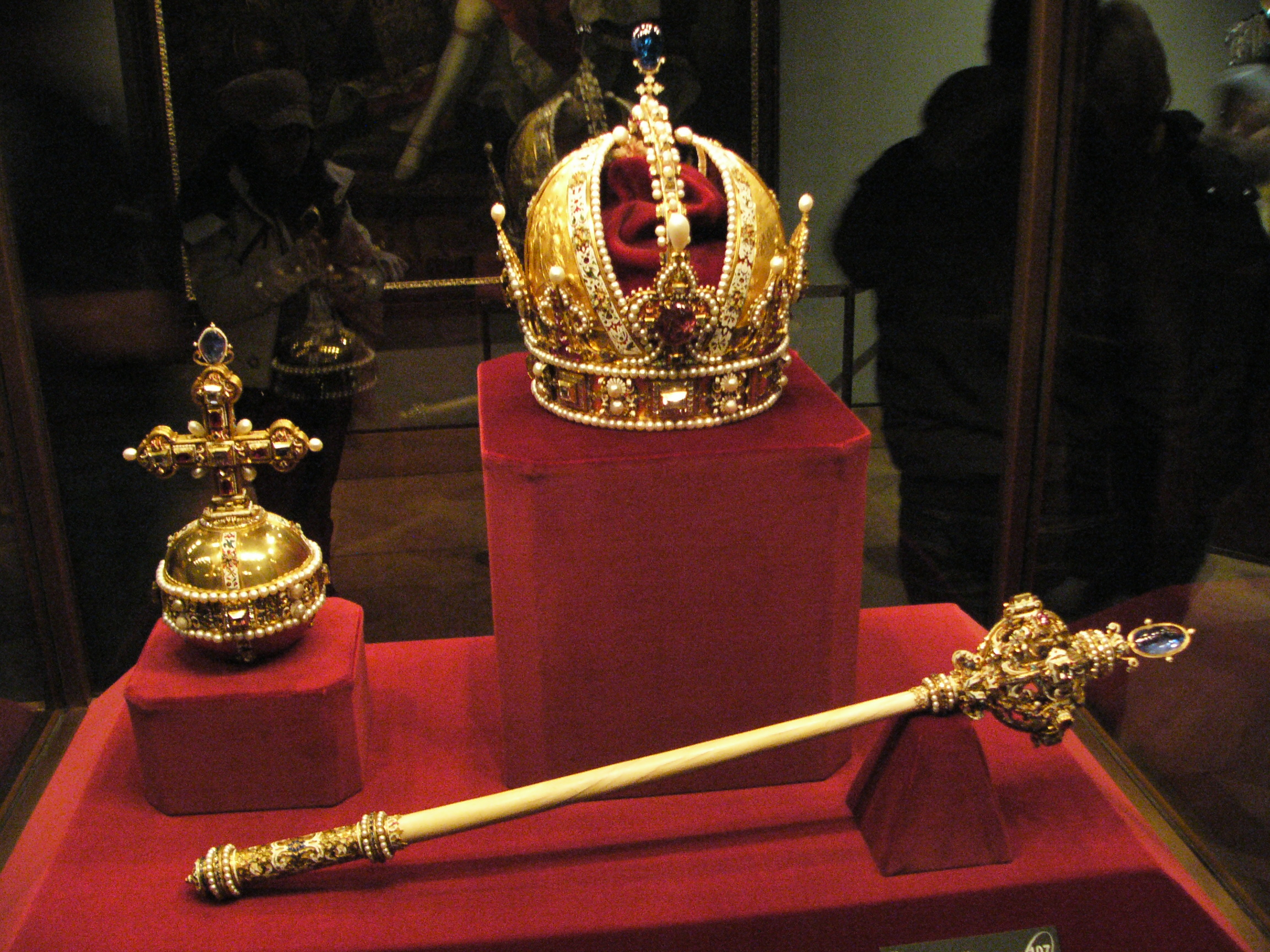
Globo, corona e scettro, simboli dell'autorità regale

Si definisce pretendente al trono (dal latino prætendere, mettere innanzi, addurre ragioni, ritenere di aver diritto a qualcosa) colui che avanza diritti a un trono abolito o occupato da altri.
La storia annovera un elevato numero di pretendenti, che, spesso, hanno tentato di far valere tali propri pretesi diritti ricorrendo alle armi, dando luogo a intrighi di palazzo o a vere guerre di successione, talvolta terminate con riconciliazioni dinastiche, di norma per via matrimoniale, o con trattati internazionali. Nell'ultimo secolo, almeno nell'emisfero occidentale, la figura dei pretendenti a troni aboliti per la nascita di repubbliche ha rivestito ruoli di gran lunga più marginali, anche se non mancano esempi di impegno politico, militare o patriottico (i casi più emblematici sono quelli di Simeone II di Bulgaria, divenuto primo ministro, e quello di Michele I di Romania, autorizzato all'uso del titolo di Re nella Romania repubblicana).
Dall'antico Egitto all'Europa del secolo scorso, a causa di dispute sull'interpretazione delle leggi di successione o dovute a modifiche unilaterali delle stesse, spesso si sono delineate situazioni con molteplici pretendenti a un medesimo trono. Anche il soglio pontificio ha conosciuto dispute fra persone più o meno lecitamente titolate a occuparlo; in questo ambito si parla di antipapi per designare quei prelati la cui dignità papale, sostenuta da alcuni, non è riconosciuta dalla Chiesa cattolica.
Il termine pretendente viene usato inoltre per chi avanza diritti, in modo analogo, su altre cariche, uffici, ruoli o titoli.